# 리그 레지오날 II
리그 레지오날 II(Ligue Régional II)는 알제리 축구 리그 시스템에서 6부 리그를 담당하는 리그이다 . 리그는 전국 클럽 지역을 기준으로 16개 그룹이 있으며 각 지역에는 2개의 그룹이 있다. 그룹 A 및 그룹 B, 각 그룹에는 해당 지역의 16개 팀이 포함된다. 리그는 알제리 축구 연맹과 각 그룹의 각 지역 회장이 관리한다.